# Vertrag von Tianjin
Der am 26. und 27. Juni 1858 geschlossene Vertrag von Tianjin (chinesisch 天津條約 / 天津条约, Pinyin Tiānjīn tiáoyuē), auch Vertrag von Tien-tsin, beendete die erste Phase des Zweiten Opiumkriegs. Vertragsparteien waren China einerseits und die ausländischen Mächte Großbritannien, Frankreich, Russland und die USA andererseits. Er zählt zu den Ungleichen Verträgen.

## Ursprünglicher Inhalt

Vertragshäfen nach dem Vertrag von Tianjin

Der vierfach ausgefertigte Vertrag verpflichtete China insbesondere zu einer weiteren Öffnung des Reiches für den Handel mit den ausländischen Mächten, insbesondere Großbritannien. Während er bisher ausschließlich über die Häfen in Fuzhou, Kanton, Ningbo, Shanghai und Xiamen (Amoy) abgewickelt wurde, sollten künftig jene in Dengzhou, Hankou, Jiujiang, Kaohsiung,  Nanjing, Kiungchow, Niuchuang, Shantou, Tanshui und Zhenjiang genutzt werden dürfen. Zum Zwecke der Bekämpfung von Piraten sollten die Briten sogar in jeden chinesischen Hafen einlaufen dürfen. Ausländern sollte unbeschränkte Freizügigkeit im Umkreis von 50 Kilometern der Vertragshäfen gewährt werden, bei Besitz eines Passes sogar im gesamten Reich.
Der Import von Opium im Rahmen des Chinahandels, das im Verhältnis zwischen den beiden Staaten seit Jahrzehnten ein Stein des Anstoßes und Grund für zwei Kriege war, wurde ausdrücklich gestattet und lediglich einer Verkaufsbeschränkung auf das Hafengebiet und einem Einfuhrzoll von 30 Tael pro Pecul (60 kg) unterworfen. Im Übrigen sollten die Binnentransitzölle auf Importwaren bis auf eine Pauschale von 2,5 % entfallen, überdies in den Häfen und Zollstationen britische Standardgewichte und -maße eingeführt werden. Offizielle Verkehrssprache sollte das Englische werden. Schließlich sollten in chinesischen Dokumenten diskriminierende Bezeichnungen für die Briten (夷,  yí – „Barbar“) nicht mehr verwendet werden.
Daneben verpflichtete sich China zur Zahlung einer „Kriegsentschädigung“ von insgesamt 6 Mio. Tael an Großbritannien und Frankreich, zur Aufnahme diplomatischer Beziehungen mit Großbritannien sowie zur Gestattung unbeschränkter Missionstätigkeit durch die christlichen Kirchen. Als einzige Gegenleistung war der Rückzug der Briten aus der Stadt Tianjin und die Räumung der Dagu-Forts vorgesehen.

## Erweiterung um die „Pekinger Konvention“
China weigerte sich im Anschluss, den „Ungleichen Vertrag“ umzusetzen. Daraufhin eröffneten die Briten im Juni 1859 mit einem erneuten Angriff auf die Dagu-Forts die zweite Phase des Zweiten Opiumkriegs. Erst nach der „Strafexpedition“ im Jahre 1860, in deren Zuge ein Invasionsheer unter Führung Lord Elgins u. a. den Alten Sommerpalast in Schutt und Asche legte, bestätigte Prinz Gong in Vertretung des in die Mandschurei geflohenen Kaisers Xianfeng die Vertragsbedingungen.
In der sogenannten „Pekinger Konvention“ vom 18. Oktober 1860 wurden sie sogar noch um weitere Punkte ergänzt, insbesondere die Öffnung des Hafens von Tianjin selbst, weitere Reparationsleistungen sowie Gebietsabtretungen an Großbritannien und Russland. Infolge der Vertragswerke wurden u. a. das Zongli Yamen, der Vorläufer des chinesischen Außenamts, errichtet.

## Revision 1868
Entsprechend einer Klausel im Vertragswerk von 1858 wurde zehn Jahre später eine Revision des Vertrags von Tianjin in Angriff genommen, mit der etliche Bestimmungen des ursprünglichen Vertragswerks „entschärft“ und die bilateralen Kontakte zwischen beiden Staaten auf friedlicher Basis ausgebaut werden sollten. Das zwischen dem Qing-Beamten Wenxiang und dem britischen Unterhändler Rutherford Alcock mühsam ausgehandelte Kompromisspapier fand jedoch letztlich im britischen Unterhaus keine Mehrheit.
Im gleichen Jahr trat das Burlingame Treaty zwischen den Vereinigten Staaten und China in Kraft.
Ende des 19. Jahrhunderts postulierten die Vereinigten Staaten die Politik der offenen Tür.